# Кюнстлер, Франц
Франц (Фе́ренц) Кю́нстлер (нем. Franz Künstler, венг. Künstler Ferenc; 24 июля 1900, Шошд, Транслейтания, Австро-Венгрия — 27 мая 2008, Бад-Мергентхайм, Баден-Вюртемберг, Германия) — 107-летний венгерский и германский долгожитель, ветеран Первой и Второй мировых войн; последний ветеран Первой мировой войны, сражавшийся на стороне Тройственного союза (после смерти Якупа Сатара).

## Биография
Родился в городе Шошд, в Королевстве Венгрия (Транслейтания). Младший из пяти детей в семье. Банатский (дунайский) шваб по происхождению: отец Якоб Кюнстлер, также дунайский шваб из Визеждии, мать Анна Биль из Накодорфа. Учился в лицее Николауса Ленау в Тимишоаре, мечтал поступить на юридический факультет.
Зачислен в австро-венгерскую армию в Сегеде в феврале 1918 года (по другим данным, 6 января), в 5-й горный артиллерийский полк (нем. 5. k.u.k. Feldkanonen-Regiment, венг. 5. honvéd tábori ágyúsezred). Принимал участие в сражениях на Итальянском фронте Первой мировой войны, в частности, в битве при Пьяве, где служил наводчиком. Сражался против коммунистов во время Венгерской советской республики в 1919 году, в армии находился до 1921 года.
В межвоенные годы Кюнстлер владел собственным магазином в Будапеште. Во время Второй мировой войны проходил службу в венгерских войсках, полгода служил посыльным на территории оккупированной Украины. После войны был изгнан из Венгрии как пособник нацистов и ярый сторонник «Скрещенных стрел», хотя фактическим поводом стала его немецкая национальность. Также был лишён венгерского гражданства. Перебрался в лагерь беженцев в Бакнанге и осел в Германии. Жил сначала в Нидерштеттене, где работал гидом в музее охоты и замке Хальтенбергштеттен.
В 1921 году женился на девушке по имени Елизавета, прожил с ней более 60 лет. В возрасте 107 лет в интервью одному из австрийских журналов Кюнстлер сказал, что самым важным в жизни для него была семья: несмотря на то, что у него было много женщин, больше всего он любил свою жену, благодаря которой «научился убирать, гладить, стирать и готовить». По словам самого Кюнстлера, рецепт долгожительства ему не был известен, хотя он предполагал, что всё дело в генетике.
В феврале 2008 года со смертью 107-летнего Георга Тальхофера, который не был годен к службе в армии, Франц Кюнстлер стал самым пожилым человеком в Германии. Скончался в Бад-Мергентхайме в госпитале Каритас после операции на кишечнике, проводившейся после перелома тазобедренного сустава (перелом случился во время поездки Кюстлера в родную Венгрию). Похоронен 4 июня 2008 года в Нидерштеттене.